# Volkmarode (Stadtbezirk)
Volkmarode ist  einer von 19 Stadtbezirken in Braunschweig.

## Geografie
Ortsteile
- Dibbesdorf
- Schapen
- Volkmarode

## Politik
Stadtbezirksrat
Der Stadtbezirksrat Volkmarode hat 9 Mitglieder und setzt sich seit der Stadtbezirksratswahl am 11. September 2011
wie folgt zusammen:
- CDU  4 Mitglieder
- SPD      3 Mitglieder
- Grüne                      2 Mitglied

Die SPD hat mit den Bündnis 90/Die Grünen einen Koalitionsvertrag abgeschlossen.
Bezirksbürgermeister
Bezirksbürgermeister des Stadtbezirks Volkmarode ist Ulrich Volkmann (SPD).
Statistische Bezirke
Der Stadtbezirk setzt sich aus folgenden statistischen Bezirken zusammen:
- (Nr. 67) Dibbesdorf
- (Nr. 68) Volkmarode
- (Nr. 69) Schapen

Wappen
Die Stadtteile des Bezirks habe alle eigene Stadtteilwappen.

Dibbesdorf
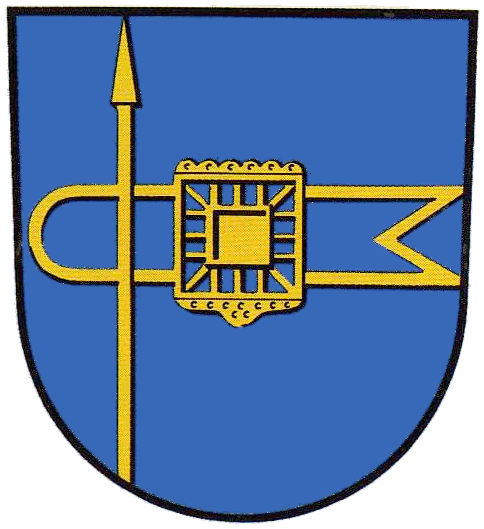
Schapen
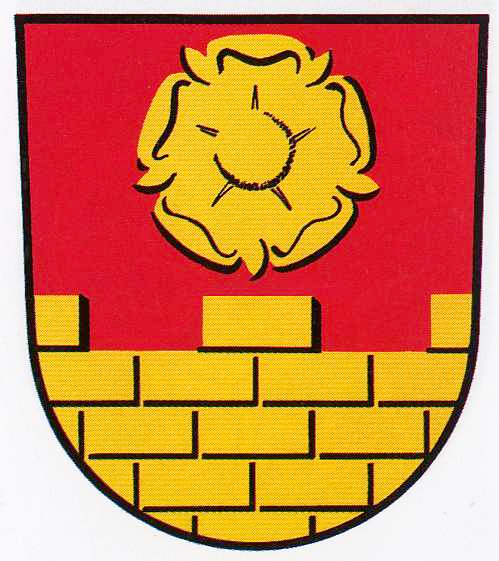
Volkmarode